# Barbara Hund
Barbara Hund (n. 10 octombrie 1959, Darmstadt, RFG) este o șahistă germano-elvețiană. Ea obține în anul 1982 de titlul la femei de mare maestru la șah și Acul de argint de la Federația de Șah Germană.

## Date biografice
Barbara Hund este fiica lui Gerhard și al Julianei Hund, și nepoata fizicianului Friedrich Hund. Barbara provine dintr-o familie cunoscută de șahiști. Sora ei Isabel Hund este de asemenea maestră a șahului. După luarea cu succes a examenului de bacalaureat în 1978, studiază matematica la Universitatea din Köln.
În 1987 obține diploma de matematician, se mută în Basel, Elveția, unde lucrează la o agenție de asigurări. Se căsătorește în 1989 cu Peter Bolt, redactorului revistei "Die Schachwoche". Barbara naște o fiică în anul 1998, care la fel este pasionată de șah.

## Cariera de șahistă

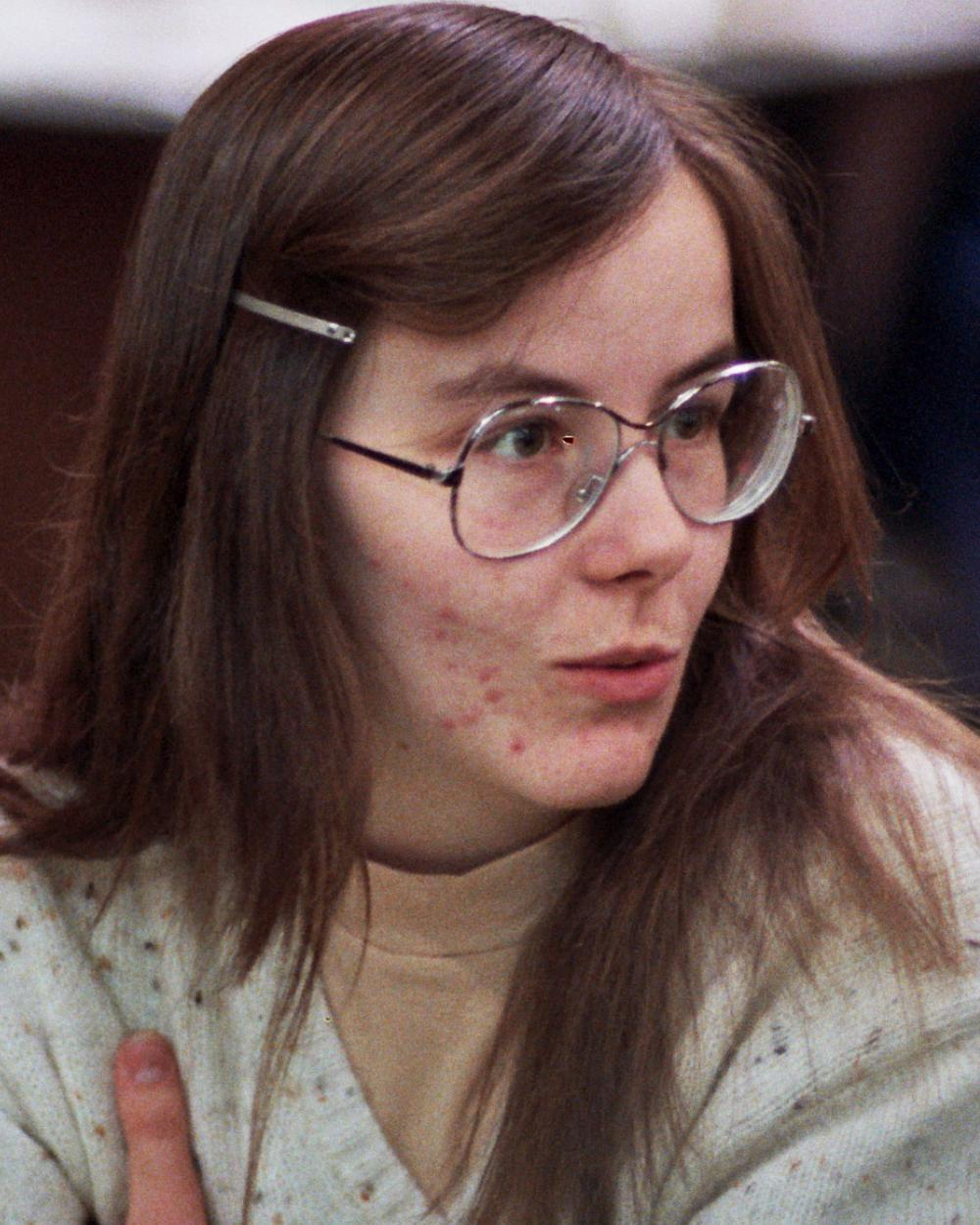
Barbara Hund - 1982 Dortmund

Deja din tinerețe este descoperită în Germania ca o șahistă talentată. Între anii 1975 - 1978, a fost de patru ori campioană națională de șah la juniori, în anii 1978, 1982 și 1984 este campioană germană la senioare. Successe internaționale le are la campionatele de șah la junioare în anul 1978 în Kikinda și 1979 în Kula, când ocupă locul 4, turneul fiind câștigat de capioana Georgiei Nana Iosseliani. Barbara Hund câțștigă câteva turnee internaționale de șah în 1977 în Biel, 1980 în Wijk aan Zee și 1982 în Belgrad. La turneul din 1979 în Tel Avil, ocupă locul doi. La marele turneu de șah din Rio de Janeiro, ocupă locul 14. Ajunge pe locul unu la turneul din 1982 în Bad Kissingen, ca în final să ajungă pe locul 4 și 5. Prin rezultatele obținute i se acordă titlul de mare maestru la șah. Partidele ei de șah dintre anii (1976-1982) sunt descrise în cartea lui Helmut Pfleger, "Die besten Partien deutscher Schach-Großmeister".
Barbara Hund a luat parte la 13 Olimpiade de șah, în Buenos Aires, Valletta, Luzern, Thessaloniki, Dubai și Thessaloniki, a fost de șase ori campioană națională. Obține la bronz la olimpiada în 1978 în Buenos Aires și 1980 în Valletta (Malta). În Moscova în anul 1994 obține bronz. La fel în 2004 în Calvià (Mallorca). A fost de mai multe campiona națională a Elveției.

## Opere
- Mein Weg zum Erfolg. Rau-Verlag, Düsseldorf 1983, ISBN 3-7919-0216-4.